# La Neuville (Nord)
La Neuville település Franciaországban, Nord megyében. Lakosainak száma 606 fő (2022. január 1.). La Neuville Attiches, Thumeries, Wahagnies és Phalempin községekkel határos.

## Népesség
A település népességének változása:
| Lakosok száma | 670  | 661  | 664  | 646  | 644  | 640  | 633  | 620  | 606  |
|               | 2013 | 2015 | 2016 | 2017 | 2018 | 2019 | 2020 | 2021 | 2022 |